# Mistrovství světa v zápasu řecko-římském 1967
Mistrovství světa v zápasu řecko-římském proběhlo v Bukurešti, Rumunsko v roce 1967.  

## Výsledky
| Kategorie | Zlato             | Stříbro         | Bronz              |
| --------- | ----------------- | --------------- | ------------------ |
| do 52 kg  | Vladimir Bakulin  | Cornel Turturea | Imre Alker         |
| do 57 kg  | Ion Baciu         | János Varga     | Cutomu Hanahara    |
| do 63 kg  | Roman Rurua       | Simion Popescu  | Hideo Fudžimoto    |
| do 70 kg  | Eero Tapio        | Antal Steer     | Vahap Pehlivan     |
| do 78 kg  | Viktor Igumenov   | Rudolf Vesper   | Jan Kårström       |
| do 87 kg  | László Sillai     | Valentin Olenik | Wacław Orłowski    |
| do 97 kg  | Nikolaj Jakovenko | Bojan Radev     | Nicolae Martinescu |
| +97 kg    | István Kozma      | Anatolij Roščin | Petr Kment         |